# María Cristina Ardila-Robayo
María Cristina Ardila-Robayo est une herpétologiste Colombienne, née le 15 février 1947 et décédé le 24 novembre 2017. 
Elle travaille au Instituto de Ciencias Naturales - Museo de Historia Natural, de l'Universidad Nacional de Colombia en Colombie.

## Taxons décrits
- Atelopus angelito
- Atelopus guitarraensis
- Atelopus laetissimus
- Atelopus lozanoi
- Atelopus mandingues
- Atelopus minutulus
- Atelopus monohernandezii
- Atelopus nahumae
- Atelopus petriruizi
- Centrolene paezorum
- Colostethus picacho
- Colostethus saltuarius
- Gastrotheca antomia
- Hyloscirtus caucanus
- Hyloscirtus lynchi
- Niceforonia adenobrachia
- Pristimantis aemulatus
- Pristimantis aurantiguttatus
- Pristimantis labiosus
- Pristimantis orpacobates
- Pristimantis paisa
- Pristimantis permixtus
- Pristimantis piceus
- Pristimantis polemistes
- Pristimantis polychrus
- Pristimantis ruedai
- Pristimantis scopaeus
- Pristimantis signifer
- Pristimantis simoteriscus
- Pristimantis viridis
- Pristimantis zophus

Ardila-Robayo est l’abréviation habituelle de María Cristina Ardila-Robayo en zoologie.

Consulter la liste des abréviations d'auteur en zoologie ou la liste des taxons zoologiques assignés à cet auteur par ZooBank